# Donat (biskup Kartaginy)
Donat (Donatus Magnus, Donatus z Casae Nigra; zm. około 355) – biskup Kartaginy od roku 313, przywódca ruchu religijnego donatystów, uznanych przez Kościół katolicki za heretyków. Prawdopodobnie został zesłany po 347 i zmarł na wygnaniu ok. 355 .